# Ethan Ampadu
Ethan Kwame Colm Raymond Ampadu (ur. 14 września 2000 w Exeter) – walijsko-angielski piłkarz, występujący na pozycji pomocnika w klubie Leeds United oraz w reprezentacji Walii. Uczestnik Mistrzostw Świata 2022 oraz Mistrzostw Europy 2020. Wychowanek Exeter City.